# Michal Lajcha
Michal Lajcha (* 1984) je slovenský římskokatolický kněz. Vyslovil se pro zdobrovolnění celibátu, který ve své knize nazval „hnisající ranou“ církve. Je také zastáncem svěcení ženatých mužů. Dne 21. září 2018 ho banskobystrický biskup Marián Chovanec suspendoval.
Michal Lajcha byl duchovním správcem farností Kľak a Ostrý Grúň. Jeho předchůdcem v obci Kľak byl Rudolf Klucha, který dokázal v roce 1945 zachránit před popravou 300 lidí. Bylo přitom veřejným tajemstvím, že měl tři syny. Lajcha v září 2018 Kluchovi odhalil v Kľaku pamětní desku.
Poté, co byl suspendován, plánuje registraci na úřadu práce. Časem by se chtěl oženit.

## Dílo
- Lajcha, Michal; Baláž, Peter Lucian: Tragédie celibátu - Mrtvá manželka